# Yārān Qār
Yārān Qār (persiska: بَرانقار, بارانقار, یاران قار, Barānqār) är en ort i Iran.   Den ligger i provinsen Östazarbaijan, i den nordvästra delen av landet, 400 km nordväst om huvudstaden Teheran. Yārān Qār ligger 1 639 meter över havet och antalet invånare är 235.
Terrängen runt Yārān Qār är varierad. Runt Yārān Qār är det ganska glesbefolkat, med 40 invånare per kvadratkilometer. Närmaste större samhälle är Kamanbān, 10,1 km nordost om Yārān Qār. Trakten runt Yārān Qār består i huvudsak av gräsmarker.